# Mrtve duše (roman)
Mrtve duše (rusko Мёртвые души) je roman ruskega pisatelja ukrajinskega rodu Nikolaja Vasiljeviča Gogolja, ki je izšel leta 1842. Je eno najpomembnejših del ruske literature 19. stoletja, ki skozi dejanja glavne osebe Pavla Ivanoviča Čičikova prikazuje sprijenost ruske podeželske gospode, obubožanost kmetstva, na drugi strani pa opeva sproščenost ruskega življenja in lepoto pokrajine. 
Roman je v slovenščino prvi prevedel Leopold Gorenjec leta 1887. 

## Vsebina
Pavel Ivanovič Čičikov se v družbi svojih dveh služabnikov, kočijaža Selifana in lakaja Petruške, s kočijo pripelje v mesto N. v N. guberniji. Z izdajanjem za veleposestnika priljudni Čičikov hitro očara mestne veljake, se seznani s policijskim načelnikom, gubernatorjem, predsednikom sodišča in drugimi, z nekaterimi tudi ponočuje. Ko tako splete široko mrežo znanstev, se dogovori za obiske pri oddaljenih veleposestnikih, ki si lastijo vasi in kmete, ki živijo v njih. 
Najprej se odpravi k zasanjanemu Manilovu, nato med močnim nalivom prenoči pri posestnici Korobački, v naslednjih dneh se ustavi še pri zapravljivem kvartopircu Nozdrjovu, kjer Čičikova zaradi zavrnjene igre dame skoraj pretepejo, ter pri strogem in preudarnem Sobakjeviču, nazadnje obišče še sumničavega in skopuškega Pljuškina, čigar kmetje so popolnoma izstradani. Vsak od posestnikov (razen Nozdrjova) Čičikovu podari ali po mali ceni proda imena svojih že umrlih kmetov, ki pa so v gubernijski reviziji, ki se bolj redko obnavlja, zapisani še kot živeči in so zato njihovi lastniki zanje primorani plačevati davke. Čičikov jim obljubi diskretnost in od njih odkupi skoraj 400 "mrtvih duš", na podlagi katerih si z goljufijo namerava pridobiti visoka denarna posojila in s tem hitro obogateti. 
Čičikov se vrne v mesto N. ter na mestnem sodišču prijavi lastništvo nad kmeti, nihče pa ne ve, da so že umrli. Po mestu se zato hitro razširijo govorice o nesramno bogatem Čičikovu, ki da je kupil skoraj 400 kmetov in jih bo kmalu preselil na novo zemljo v drugo gubernijo. Pohlepni meščani ga na družabnih plesih oblegajo in se mu prilizujejo, še posebno se pri osvajanju njegovega samskega srca trudijo dame. Potem pa nekega dne v mesto pridrvi Korobačka, saj se je zbala, da jo je bil Čičikov pri odkupni ceni mrtvih duš opeharil. Govorice meščanov se zato razrastejo v neslutene razsežnosti; nekateri celo zatrjujejo, da je Čičikov nakup mrtvih duš le slepilo za ugrabitev 16-letne gubernatorjeve svetlolase hčere, v katero se je Čičikov sicer res zagledal. Mir v mestu je porušen, nekega sodnijskega uradnika celo zadene kap, Čičikov pa bolan leži v sobici, ki jo ima najeto nad krčmo. 
Ko se po okrevanju odpravi v mesto, so mu vrata povsod zaprta, na uho mu prihajajo zanj neprijetne govorice. V strahu, da ne bi odkrili poskusa njegove goljufije, s svojima služabnikoma naslednje jutro odvihra iz mesta. V zadnjem poglavju se seznanimo s Čičikovo preteklostjo – čustveno nedostopni oče ga je v mladih letih poslal v šolo, ga zapustil in mu zabičal, naj raje kot v človeka zaupa v kopejko (denar). Tako se je njegova goljufsko-pridobitniška pot začela že v šoli, se nadaljevala v uradih in na carini, od koder so ga odpustili, nato zavila v mesto N., ne ve pa se, kje se bo končala.            

## Zanimivosti
Gogolj je roman podnaslovil z oznako pesnitev. Idejo za Mrtve duše naj bi Gogolju predstavil prijatelj Puškin. Roman, ki obsega 11 poglavij, Gogolj snuje na potovanju po Nemčiji in Franciji, pisati pa ga začne v Rimu. Mrtve duše so prvi del načrtovane trilogije o Rusiji, ki pa je Gogolj ni nikoli dokončal, saj ga je domnevno strla neuslišana ljubezen do vnete katoličanke Smirnove. Mrtve duše naj bi po zgledu Dantejeve Božanske komedije Rusijo prikazovale v Peklu, druga dva dela pa v Vicah in Nebesih. Svojemu kolegu Žukovskemu o Mrtvih dušah Gogolj pravi kot o umotvoru, kjer: "Vsa Rusija stopi na dan!".